# Trest smrti v Bolívii
Trest smrti v Bolívii byl zrušen a je nadále nelegální. K jeho zrušení za běžné trestné činy došlo v roce 1997. Za ostatní zločiny byl zrušen v roce 2009. Jako poslední byl v Bolívii popraven Melquiades Suxo dne 30. srpna 1973.
Bolívie v letech 2007, 2008, 2010, 2012, 2014, 2016, 2018 a 2020 hlasovala pro moratorium OSN na trest smrti a také dne 12. července 2013 přistoupila k Druhému opčnímu protokolu Mezinárodního paktu o občanských a politických právech.